# Christine Guldbrandsen
Christine Guldbrandsen (* 19. března 1985 Bergen) je norská zpěvačka pop music. Od tří let zpívala v kostelním sboru, v roce 2002 jí byla udělena cena pro mladé hudebníky Karolineprisen a o rok později vydala první dlouhohrající desku. Zpívá v norštině, dánštině a angličtině.
S písní „Alvedansen“ (Tanec elfů) vyhrála v roce 2006 Melodi Grand Prix. Díky tomu mohla reprezentovat Norsko na Eurovision Song Contest 2006, kde skončila na 14. místě. Hrála roli Cosetty v muzikálu Bídníci v bergenském divadle Den Nationale Scene.

## Diskografie

### Alba
- 2003: Surfing in the Air
- 2004: Moments
- 2007: Christine
- 2011: Colors